# ريبونوكلياز P

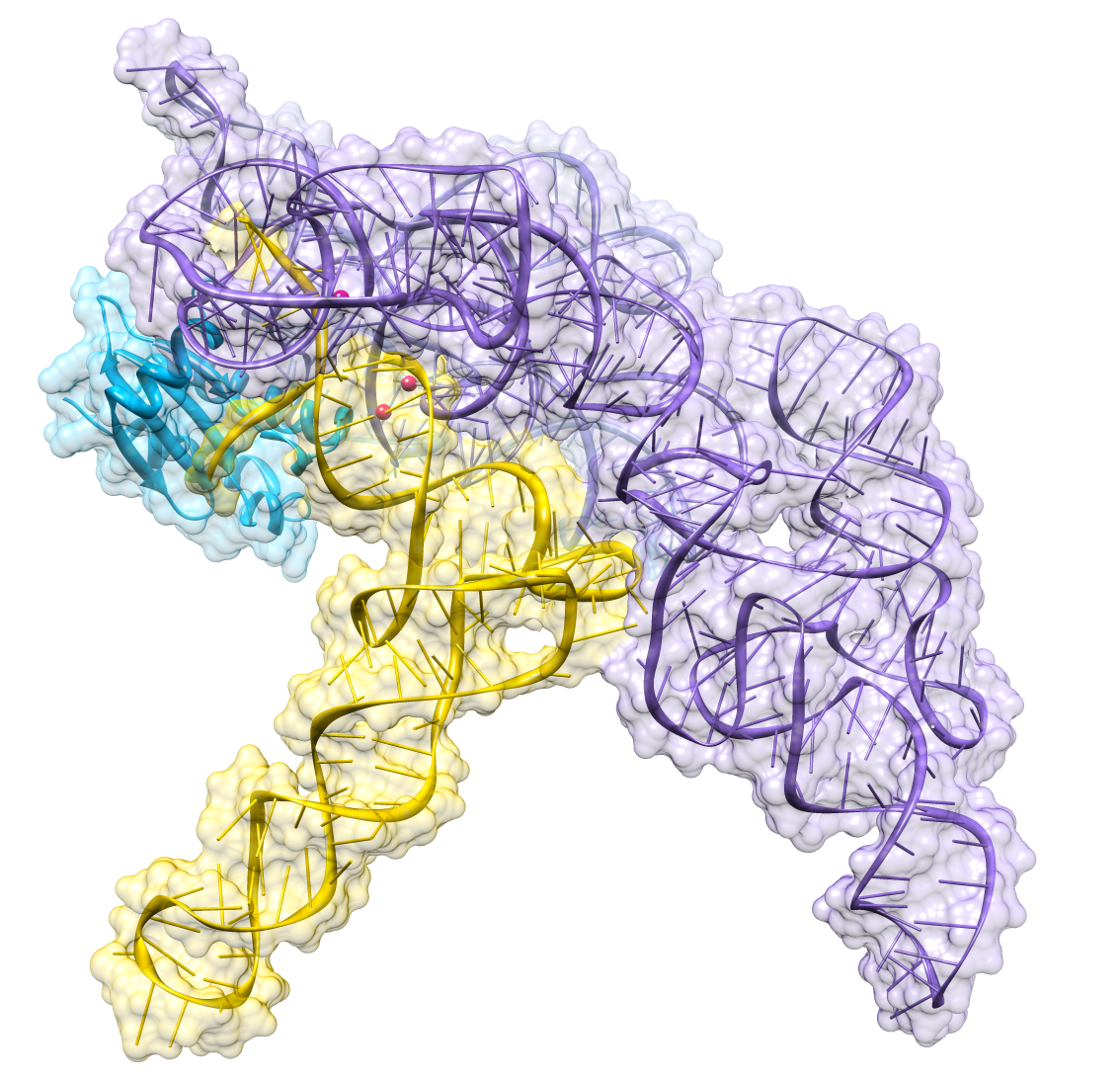
بنية كريستالية للريبونزكلياز (بنفسجي) في مركب مع رنا ناقل (أصفر)، توضح أيونات فلزية مساهمة في التحفيز (كرات وردية)،.

الريبونوكلياز P (بالإنجليزية: Ribonuclease P)‏ وختصارا (رناز P : ‏RNase P) هو نوع من الريبونوكليازات التي تقص الرنا. الرناز P فريد ويختلف عن باقي الريبونوكليازات بكونه ريبوزيما أي حمض نووي ريبوزي يعمل كمحفز للتفاعلات كما هو الحال لدى الإنزيمات البروتينية. وظيفته هي العمل على نضوج الرنا الناقل بقص تسلسلِ رنًا زائدٍ أو أوليٍّ في جزيئاته. فضلا عن ذلك، الرناز P هو أحد ريبوزيمين اثنين معروفان طبيعيا بدورات متعددة (الآخر هو الريبوسوم)، اكتشاف الرناز P مكن سيدني ألتمان وتوماس تشيك من الفوز بجائزة نوبل للكيمياء سنة 1989. في سبعينات القرن الماضي اكتشف ألتمان تواجد رنا ناقل أولي ذو تسلسلات جانبية وكان أول من يحدد خصائص الرناز P ووظيفته في معالجة القطعة القائدة 5' للرنا الناقل الأولي. كشفت أبحاث جديدة أن للرناز P وظيفة جديدة. فقد تم توضيح أن الرناز P النووي مطلوب للنسخ المثالي للعديد من جينات جزيئات الرنا غير المشفرة الصغيرة، مثل جينات: الرنا الناقل، الرنا الريبوسومي 5S، والرنا التضفيري U6، والتي يتم نسخها بواسطة بوليميراز الرنا 3 أحد أهم ثلاث بوليميرازات رنا في الخلايا البشرية.